# Internationaal Atoomenergieagentschap
Het Internationaal Atoomenergieagentschap (IAEA), een autonome organisatie van de Verenigde Naties, is een intergouvernementeel forum voor wetenschappelijke en technische samenwerking op het gebied van nucleaire technologie en het vreedzaam gebruik daarvan. Het hoofdkantoor is gevestigd in het VN-kantoor in Wenen, Oostenrijk.

## Ontstaan
Het IAEA is opgericht in 1957 op voorstel van de Amerikaanse president Dwight D. Eisenhower, na zijn toespraak, op 8 december 1953 voor de Algemene Vergadering van de Verenigde Naties, waarin hij pleitte voor een internationaal lichaam om atoomenergie te onderzoeken en ontwikkelen.
Het bureau heeft het recht toegewezen gekregen inspecties te doen van nucleaire installaties bij de lidstaten van de Verenigde Naties. Sommige landen, zoals Israël, Iran en Noord-Korea, verzetten zich daartegen.
Onderaan staat de lijst van de gewezen en huidige Directeurs-generaal.

## Geschiedenis
In 2005 ontving het IAEA onder Mohammed el-Baradei in Oslo de Nobelprijs voor de Vrede voor de inspanningen om de verspreiding van kernwapens een halt toe te roepen. In 1985 en 1995 ontvingen ook twee instellingen deze Nobelprijs om hun werk tegen nucleaire wapens, respectievelijk de Pugwash Conferences on Science and World Affairs en International Physicians for the Prevention of Nuclear War.
In 2010 kwam de organisatie met het Peaceful Uses Initiative (PUI), waarin met de hulp van de Verenigde Staten activiteiten worden ontplooid voor het bevorderen van vreedzaam gebruik van kernenergie.
Tegenwoordig zijn 159 landen lid van het IAEA. Het hoofdkantoor zetelt in Wenen, Oostenrijk. Daarnaast zijn er kantoren in Canada, Genève, New York en Tokio. Laboratoria vindt men in Oostenrijk en Monaco. Een onderzoekscentrum in Triëst (Italië) wordt bestuurd door de UNESCO.

## Lidmaatschap

Lidstaten IAEA

Het proces van toetreding tot de IAEA is vrij eenvoudig. Een staat stelt de Directeur-generaal op de hoogte van de wens lid te worden en deze legt de aanvraag aan de Board of Governors voor. Als de Board de aanvraag aanbeveelt en de Algemene Conferentie keurt de aanvraag voor het lidmaatschap goed, dan moet de staat zijn akte van aanvaarding van de IAEA-Statuten naar de Verenigde Staten sturen, die functioneren als bewaarder voor de IAEA-Statuten. De staat wordt beschouwd als lid als deze akte hier is gedeponeerd. De Verenigde Staten informeert vervolgens de IAEA, die de andere IAEA-lidstaten in kennis stelt.
De IAEA telt 178 lidstaten (19 September 2023). De meeste VN-leden en de Heilige Stoel zijn lid van het IAEA.
Twee staten hebben zich teruggetrokken uit het IAEA. Cambodja werd in 1958 lid, trok in 2003 zijn lidmaatschap in, en werd opnieuw lid in 2009. Noord-Korea was een lidstaat van 1974-1994.
De niet-leden zijn:
| - Andorra - Bhutan - Equatoriaal-Guinea | - Guinee-Bissau - Kiribati - Malediven | - Micronesië - Nauru - Noord-Korea | - Oost-Timor - Salomonseilanden - Sao Tomé en Principe | - Somalië - Suriname - Tuvalu - Zuid-Soedan |

## Directeurs-generaal
| Nationaliteit       | Periode |
| ------------------- | --- |
| W. Sterling Cole    | 1957 – 1961 |
| Sigvard Eklund      | 1961 – 1981 |
| Hans Blix           | 1981 – 1997 |
| Mohammed el-Baradei | 1997 – 2009 |
| Yukiya Amano        | 2009 – 2019 (juli) (na overlijden van Amano, als commissaris: Cornel Feruta uit Roemenië (van 25 juli 2019 tot 3 december 2019) |
| Rafael Grossi       | 2019 – heden |

## Gerelateerd onderwerp
- Europese Gemeenschap voor Atoomenergie